# کودی لینلی
کودی مارتین لینلی (زاده ۲۰ نوامبر ۱۹۸۹) بازیگر و خواننده آمریکایی است.او در نقش تکراری جیک رایان را در سریال تلویزیونی هانا مونتانا ایفا کرد و در فصل هفتم رقص با ستاره ها شرکت کرد که در آن با جولیان هاف همراه بود و چهارم شد.

## حرفه بازیگری
لینلی اولین بازیگری خود را در فیلم تلویزیونی در سال 1998 "هنوز هم نگه دارید: افسانه کادیلاک جک" انجام داد. پس از آن، او در چهار فیلم که در سال 2000 منتشر شد، نقش‌های مکمل داشت: My Dog Skip، Where the Heart Is، Walker، Texas Ranger و Miss Congeniality. در سال 2003، لینلی در فیلم مستقل «وقتی زکری بیور به شهر آمد» بازی کرد و در فیلم"دو جین ارزانتر است" توسط دوجین ظاهر شد. او همچنین نسخه لایو اکشن آرنولد را برای تبلیغی برای "هی آرنولد!: فیلم"  بازی کرد.
از دیگر نقش‌های سینمایی می‌توان به هانا مونتانا، ساعت خالی از سکنه: به آن فکر نکن، ریباند و بزرگترین نقش سینمایی او، هوت (2006)، با لوگان لرمن و بری لارسون اشاره کرد. او همچنین در قسمتی از سریال That's So Raven در نقش داریل در قسمت "  تخفیف پنج انگشت پسری که با کوری باکستر [کایل میسی] دوست بود" ، ایفای نقش کرد که کوری را فریب داد تا یک زنجیره کلید میمون را بدزدد.
اخیراً، لینلی در ده قسمت از هانا مونتانا در نقش جیک رایان ظاهر شد. لینلی در سال 2008 میزبان بازی های کانال دیزنی بود.

## رقصیدن با ستاره ها
مقاله اصلی: Dancing with the Stars (فصل 7 ایالات متحده)
لینلی یک شرکت کننده مشهور در رقص با ستاره ها در فصل هفتم بود که اولین بار در 22 سپتامبر 2008 پخش شد. او و شریک رقص حرفه‌ای‌اش جولیان هاف در 18 نوامبر حذف شدند و در جایگاه چهارم ایستادند. او به طور موقت با Edyta Śliwińska به مدت دو هفته شریک شد که جولیان هاف در 21 اکتبر در بیمارستان بستری شد.

## فیلم‌شناسی
| سال            | عنوان                                              | نقش               | توضیح                                  |
| -------------- | -------------------------------------------------- | ----------------- | -------------------------------------- |
| ۱۹۹۸           | خانه کامل                                          | کوچکیِ تامی        |                                        |
| ۱۹۹۹           | گشت کماندوی تگزاسی                                 | تیمی              | «نردبانِ جاکوب» (فصل ۷، قسمت ۲۲)        |
| ۲۰۰۱           | گشت کماندوی تگزاسی                                 | گریفین پوپ        | «اندازه‌های جدا از هم» (فصل ۹، قسمت ۱۲) |
| ۲۰۰۰           | پرش سگ من                                          | اسپیت مک گی       |                                        |
| ۲۰۰۰           | جایی که قلب آنجاست                                 |                   |                                        |
| ۲۰۰۰           | جایگاه قلب                                         | بروونی کوپ        |                                        |
| ۲۰۰۰           | عدم موافقت                                         | پسر سرسخت         |                                        |
| ۲۰۰۲           | آن سوی چمنزار قسمت اول: داستان لارا اینگالز وایلدر | چارلی مگنوسون     |                                        |
| ۲۰۰۳           | زاخاری بیور به شهر می‌آید                           | کال               |                                        |
| ۲۰۰۳           | دوجینش ارزان‌تر است                                 | کوئین             |                                        |
| ۲۰۰۴           | کلاغ‌سیاه                                           | داریل             | «پنج انگشِ نادیده گرفته» (فصل ۳ قسمت ۵) |
| ۲۰۰۵           | پژواک‌های بیگناهی                                   | کریستوفر          |                                        |
| ۲۰۰۵           | ریباند                                             | لَری برگِس جونیور   |                                        |
| ۲۰۰۶           | هوت                                                | «انگشتان شاه‌ماهی» |                                        |
| ۲۰۰۷           | زمان تکرار: درباره‌اش فکر نکن                       | شان ردفورد        |                                        |
| ۲۰۰۶- تا امروز | هانا مونتانا                                       | جیک رایان         | در حال ایفای نقش                       |
| ۲۰۰۸           | پسران هاردی: جیب‌بر مخوف                            | جو هاردی          | صدا                                    |
| ۲۰۰۸           | رقص با ستارگان                                     | خودش              | ثابت                                   |
| ۲۰۰۸           | بازیهای کانال دیزنی                                | خودش              | میزبان آن‌لاین                          |
| ۲۰۰۹           | فراموشم نکن                                        | الی چینینگ        |                                        |